# Осіяли
Осія́ли (рос. Осиялы, марій. Осиял) — присілок у складі Параньгинського району Марій Ел, Росія. Входить до складу Куракінського сільського поселення.
Стара назва — Осіял.

## Населення
Населення — 221 особа (2010; 202 у 2002).
Національний склад (станом на 2002 рік):
- марі — 97 %